# Dračie pleso
Dračie pleso je karové jezero pod Popradskou kopou v Dračej dolinke, která odbočuje ze Zlomiskové doliny ve Vysokých Tatrách na Slovensku. Má rozlohu 1,7215 ha. Je 210 m dlouhé a 125 m široké. Dosahuje maximální hloubky 16 m. Jeho objem činí 102 835 m³. Leží v nadmořské výšce 2019 m a je jedním z nejvýše položených tatranských ples. Je pojmenované podle legendy o drakovi, který žil v Tatrách.

## Okolí
Na západě se nad plesem zvedá Popradský hřeben a na východě Dračí hřeben. Na severu je Dračia bránka a na jihu práh oddělujicí Dračí dolinku od Zlomiskové doliny.

## Vodní režim
Pleso nemá žádný povrchový přítok ani odtok. Přes skalní práh odtéká voda především pod povrchem do Dračího potoka, který není stálý a objevuje se až ve Zlomiskové dolině v nadmořské výšce přibližně 1900 m. Ústí do Ľadového potoka a náleží tak k povodí Popradského plesa. Rozměry jezera v průběhu času zachycuje tabulka:
| Rok     | Měření prováděl   | Rozloha ha | Délka m | Šířka m | Hloubka max.m | Objem m³ |
| ------- | ----------------- | ---------- | ------- | ------- | ------------- | -------- |
| 1961–67 | pracovníci TANAPu | 1,705      | 210     | 125     | 16,0          | [ 2 ]    |
| 2005    | Gregor, Pacl      | 1,7215     | [ 2 ]   | [ 2 ]   | 16,0          | 102 835  |

## Přístup
Přístup je možný pěšky pouze s horským vůdcem od Popradského plesa. Do dolinky nevede žádná turistická značka.